# Elezioni amministrative in Italia del 1965
Le elezioni amministrative italiane del 1965 si tennero il 13-14 giugno per il rinnovo di 211 consigli comunali e 2 consigli provinciali e il 28-29 novembre per 47 consigli comunali e 3 consigli provinciali. Le elezioni comunali nei 73 comuni della Valle d'Aosta si tennero invece il 23-24 maggio.

## Elezioni comunali del 23 maggio

### Aosta
| Liste                                          | Voti   | %     | Seggi |
| ---------------------------------------------- | ------ | ----- | ----- |
| Democrazia Cristiana (DC)                      | 7.556  | 37,31 | 16    |
| Lista Cittadina (PCI-PSIUP)                    | 7.391  | 36,50 | 15    |
| Union Valdôtaine (UV)                          | 1.558  | 7,69  | 3     |
| Partito Socialista Italiano (PSI)              | 1.509  | 7,45  | 3     |
| Partito Socialista Democratico Italiano (PSDI) | 1.072  | 5,29  | 2     |
| Partito Liberale Italiano (PLI)                | 735    | 3,63  | 1     |
| Movimento Sociale Italiano (MSI)               | 429    | 2,12  | -     |
| Totale                                         | 20.050 |       | 40    |

## Elezioni comunali del 13 giugno

### Cremona
| Liste                                                    | Voti   | %    | Seggi |
| -------------------------------------------------------- | ------ | ---- | ----- |
| Democrazia Cristiana (DC)                                | 18.434 | 34,8 | 15    |
| Partito Comunista Italiano (PCI)                         | 13.927 | 26,3 | 11    |
| Partito Socialista Italiano (PSI)                        | 8.448  | 16,0 | 6     |
| Partito Liberale Italiano (PLI)                          | 5.126  | 9,7  | 4     |
| Partito Socialista Democratico Italiano (PSDI)           | 2.773  | 5,2  | 2     |
| Movimento Sociale Italiano (MSI)                         | 2.223  | 4,2  | 1     |
| Partito Socialista Italiano di Unità Proletaria (PSIUP)  | 1.374  | 2,6  | 1     |
| Partito Democratico Italiano di Unità Monarchica (PDIUM) | 632    | 1,2  | -     |
| Totale                                                   |        |      | 40    |

### Bolzano
| Liste                                                    | Voti   | %     | Seggi |
| -------------------------------------------------------- | ------ | ----- | ----- |
| Democrazia Cristiana (DC)                                | 15.652 | 27,86 | 11    |
| Südtiroler Volkspartei (SVP)                             | 11.417 | 20,31 | 8     |
| Partito Socialista Italiano (PSI)                        | 6.477  | 11,53 | 5     |
| Movimento Sociale Italiano (MSI)                         | 5.837  | 10,39 | 4     |
| Partito Comunista Italiano (PCI)                         | 5.398  | 9,61  | 4     |
| Partito Socialista Democratico Italiano (PSDI)           | 4.472  | 7,96  | 3     |
| Partito Liberale Italiano (PLI)                          | 2.817  | 5,13  | 2     |
| Partito Socialista Italiano di Unità Proletaria (PSIUP)  | 1.199  | 2,13  | 1     |
| Partito Repubblicano Italiano (PRI)                      | 742    | 1,32  | 1     |
| Partito Democratico Italiano di Unità Monarchica (PDIUM) | 697    | 1,24  | 1     |
| Altri                                                    | 302    | 0,50  | -     |
| Totale                                                   | 56.145 |       | 40    |

### Gorizia
| Liste                                                    | Voti | % | Seggi |
| -------------------------------------------------------- | ---- | - | ----- |
| Democrazia Cristiana (DC)                                |      |   |       |
| Partito Comunista Italiano (PCI)                         |      |   |       |
| Partito Socialista Italiano (PSI)                        |      |   |       |
| Partito Liberale Italiano (PLI)                          |      |   |       |
| Partito Socialista Democratico Italiano (PSDI)           |      |   |       |
| Movimento Sociale Italiano (MSI)                         |      |   |       |
| Partito Socialista Italiano di Unità Proletaria (PSIUP)  |      |   |       |
| Partito Democratico Italiano di Unità Monarchica (PDIUM) |      |   |       |
| Totale                                                   |      |   |       |

## Elezioni comunali del 28 novembre

### Novara
| Liste                                                   | Voti  | %     | Seggi |
| ------------------------------------------------------- | ----- | ----- | ----- |
| Democrazia Cristiana (DC)                               | 19559 | 32,50 | 13    |
| Partito Comunista Italiano (PCI)                        | 13985 | 23,23 | 10    |
| Partito Socialista Italiano (PSI)                       | 11529 | 19,15 | 8     |
| Partito Liberale Italiano (PLI)                         | 5738  | 9,53  | 4     |
| Partito Socialista Democratico Italiano (PSDI)          | 5213  | 8,66  | 3     |
| Partito Socialista Italiano di Unità Proletaria (PSIUP) | 2059  | 3,42  | 1     |
| Movimento Sociale Italiano (MSI)                        | 1656  | 2,75  | 1     |
| Partito Repubblicano Italiano (PRI)                     | 439   | 0,72  | -     |
| Totale                                                  |       |       | 40    |

### Vercelli
| Liste                                                    | Voti   | %     | Seggi |
| -------------------------------------------------------- | ------ | ----- | ----- |
| Democrazia Cristiana (DC)                                | 10.732 | 30,96 | 13    |
| Partito Comunista Italiano (PCI)                         | 10.592 | 30,56 | 13    |
| Partito Liberale Italiano (PLI)                          | 3.946  | 11,39 | 4     |
| Partito Socialista Italiano (PSI)                        | 3.615  | 10,43 | 4     |
| Partito Socialista Democratico Italiano (PSDI)           | 2.759  | 7,96  | 3     |
| Partito Democratico Italiano di Unità Monarchica (PDIUM) | 1.239  | 3,57  | 1     |
| Movimento Sociale Italiano (MSI)                         | 942    | 2,71  | 1     |
| Partito Socialista Italiano di Unità Proletaria (PSIUP)  | 832    | 2,40  | 1     |
| Totale                                                   |        |       | 40    |

## Elezioni provinciali del 13 giugno

### Provincia di Rovigo
| Liste                                                   | Voti   | %    | Seggi |
| ------------------------------------------------------- | ------ | ---- | ----- |
| Democrazia Cristiana (DC)                               | 62.944 | 39,8 | 10    |
| Partito Comunista Italiano (PCI)                        | 49.870 | 31,6 | 8     |
| Partito Socialista Italiano (PSI)                       | 17.388 | 11,0 | 3     |
| Partito Socialista Democratico Italiano (PSDI)          | 11.709 | 7,4  | 2     |
| Partito Liberale Italiano (PLI)                         | 7.412  | 4,7  | 1     |
| Partito Socialista Italiano di Unità Proletaria (PSIUP) | 4.349  | 2,8  | -     |
| Movimento Sociale Italiano (MSI)                        | 4.298  | 2,7  | -     |
| Totale                                                  |        |      | 24    |

### Provincia di Gorizia
| Liste                                                   | Voti   | %    | Seggi |
| ------------------------------------------------------- | ------ | ---- | ----- |
| Democrazia Cristiana (DC)                               | 35.415 | 39,8 | 10    |
| Partito Comunista Italiano (PCI)                        | 21.861 | 24,5 | 6     |
| Partito Socialista Democratico Italiano (PSDI)          | 9.645  | 10,8 | 2     |
| Partito Socialista Italiano (PSI)                       | 6.611  | 7,4  | 2     |
| Partito Liberale Italiano (PLI)                         | 4.858  | 5,4  | 1     |
| Movimento Sociale Italiano (MSI)                        | 4.705  | 5,3  | 1     |
| Unione Slovena (US)                                     | 3.112  | 3,5  | 1     |
| Partito Socialista Italiano di Unità Proletaria (PSIUP) | 2.943  | 3,3  | 1     |
| Totale                                                  |        |      | 24    |

## Elezioni provinciali del 28 novembre

### Provincia di Vercelli
| Liste                                                    | Voti   | %     | Seggi |
| -------------------------------------------------------- | ------ | ----- | ----- |
| Democrazia Cristiana (DC)                                | 85.974 | 33,43 | 10    |
| Partito Comunista Italiano (PCI)                         | 75.528 | 29,37 | 9     |
| Partito Liberale Italiano (PLI)                          | 29.357 | 11,42 | 3     |
| Partito Socialista Italiano (PSI)                        | 27.507 | 10,70 | 3     |
| Partito Socialista Democratico Italiano (PSDI)           | 21.498 | 8,36  | 3     |
| Partito Socialista Italiano di Unità Proletaria (PSIUP)  | 8.731  | 3,39  | 1     |
| Movimento Sociale Italiano (MSI)                         | 4.712  | 1,83  | 1     |
| Partito Democratico Italiano di Unità Monarchica (PDIUM) | 3.849  | 1,50  | -     |
| Totale                                                   |        |       | 30    |

### Provincia di Pesaro e Urbino
| Liste                                                   | Voti   | %     | Seggi |
| ------------------------------------------------------- | ------ | ----- | ----- |
| Partito Comunista Italiano (PCI)                        | 67.671 | 37,16 | 12    |
| Democrazia Cristiana (DC)                               | 63.435 | 34,83 | 11    |
| Partito Socialista Italiano (PSI)                       | 16.450 | 9,03  | 2     |
| Partito Socialista Democratico Italiano (PSDI)          | 11.679 | 6,41  | 2     |
| Partito Socialista Italiano di Unità Proletaria (PSIUP) | 10.907 | 5,98  | 2     |
| Partito Liberale Italiano (PLI)                         | 5.375  | 2,95  | 1     |
| Movimento Sociale Italiano (MSI)                        | 4.467  | 2,45  | -     |
| Partito Repubblicano Italiano (PRI)                     | 2.124  | 1,16  | -     |
| Totale                                                  |        |       | 30    |

### Provincia di Viterbo
| Liste                                                    | Voti   | %     | Seggi |
| -------------------------------------------------------- | ------ | ----- | ----- |
| Democrazia Cristiana (DC)                                | 57.179 | 36,09 | 9     |
| Partito Comunista Italiano (PCI)                         | 45.978 | 29,54 | 7     |
| Movimento Sociale Italiano (MSI)                         | 16.134 | 10,37 | 3     |
| Partito Socialista Italiano (PSI)                        | 13.062 | 8,39  | 2     |
| Partito Socialista Democratico Italiano (PSDI)           | 6.927  | 4,45  | 1     |
| Partito Socialista Italiano di Unità Proletaria (PSIUP)  | 6.095  | 3,92  | 1     |
| Partito Liberale Italiano (PLI)                          | 4.556  | 2,93  | 1     |
| Partito Repubblicano Italiano (PRI)                      | 3.556  | 2,28  | -     |
| Partito Democratico Italiano di Unità Monarchica (PDIUM) | 2.495  | 1,60  | -     |
| Totale                                                   |        |       | 24    |